# Joachim Hamann
Joachim Hamann, född 18 maj 1913 i Kiel, död 13 juli 1945 i Heikendorf, var en tysk SS-Sturmbannführer och Karl Jägers adjutant. Från den 7 juli till den 2 oktober 1941 ledde han det mobila Rollkommando Hamann som mördade omkring 70 000 judiska män, kvinnor och barn i Litauen. Morden ägde rum i bland annat Panevėžys, Ukmergė, Zarasai, Kėdainiai, Kaišiadorys, Utena, Marijampolė, Jonava, Raseiniai, Alytus och Žagarė.
Några månader efter andra världskrigets slut begick Hamann självmord.